# زوم لاتصالات الفيديو
زوم (بالإنجليزية: Zoom Video Communications) هي شركة تنشط في سان خوسيه، كاليفورنيا توفر خدمات الاتصال الهاتفي عبر الفيديو والدردشة عبر الإنترنت من خلال منصة برمجية بتقنية الند للند المعتمدة على السحابة. تقدم زوم برمجيات اتصال بالفيديو تُستخدم في المؤتمرات والاجتماعات عن بُعد وكذلك العمل والتعليم والعلاقات الاجتماعية عن بعد.

## تاريخها
تأسست شركة زوم في عام 2011 من قبل مهندس رئيسي من سيسكو سيستمس ووحدة أعمالها التعاونية «ويب اكس». تخرج المؤسس إيريك أس يووان، من البرنامج التنفيذي بجامعة ستانفورد، وكان في السابق نائبًا للرئيس في شركة سيسكو لتطوير برمجيات تعاونية. أصبح ديفيد بيرمان من ويب اكس و Ring Central، رئيسًا في نوفمبر 2015. وبدأت الخدمة في يناير 2013 وبحلول مايو 2013، أصبح لديها مليون مشارك.
خلال السنة الأولى من إطلاقه، أنشأت زووم شراكات مع مزودي برمجيات التعاون بين الشركات. لعبت شراكتها مع Redbooth (في ذلك الوقت باسم Teambox) دورًا في إضافة عنصر فيديو إلى Redbooth. بعد فترة وجيزة من هذه الشراكة  أنشأت زوم برنامجًا باسم «الأعمال مع زوم»، والذي أقام شراكات مع العديد من موردي الأجهزة والبرامج مثل لوجيتك و Vaddio و InFocus. وبحلول نهاية العام، تمكنت «زوم» من دمج برمجياتها في InterviewStream، وهي شركة توفر قدرة إجراء مقابلات الفيديو عن بعد مع أصحاب العمل. وسعت Interviewstream قدراتها في إجراء مقابلات الفيديو عبر استخدام خدمات فيديو زوم. 
في 11 ديسمبر 2013، أعلنت شركة Centrify Corporation أنها ستدمج مايكروسوفت أكتيف ديركتوري والتحكم في الوصول وتوافق الدخول الموحّد (SSO) مع تطبيق زوم. وبحلول 17 مارس 2014، أضافت زوم القدرة على انضمام المشاركين في الاجتماعات من خلال الاتصال برقم هاتف هاتفي عام مجاني عبر شراكتها مع Voxbone. أضافت إصدار 3.5 في وقت لاحق من العام مشاركة شاشة الجوال إلى الأجهزة المحمولة التي تعمل بنظام أي أو إس.
في يونيو 2014، زاد عدد المشاركين في زوم إلى 10 مليون. وفي فبراير 2015، بلغ عدد المشاركين الذين يستخدمون المنتج الرئيسي لزوم لاتصالات الفيديو -زوم اجتماعات - 40 مليون فرد، مع 65000 منظمة مشتركة. بالإضافة إلى ذلك، تجاوزت الشركة إجمالي مليار دقيقة من الاجتماعات خلال مدة خدمتها بالكامل.
في 4 فبراير 2015، استلمت شركة زوم لاتصالات الفيديو مبلغ 30 مليون دولار أمريكي من التمويل من الفئة C. المشاركون في جولة التمويل هذه هم Emergence Capital و Horizons Ventures (Li Ka-shing) و Qualcomm Ventures و Jerry Yang و Dr. Patrick Soon-Shiong.
في 15 سبتمبر من نفس العام، اشتركت شركة زوم مع Salesforce لدمج مؤتمرات الفيديو في منصة سي ار ام، مما يسمح لموظفي المبيعات ببدء هذه المؤتمرات مع العملاء المحتملين دون مغادرة التطبيق.
بعد وقت قصير من حدوث هذا الاندماج، في 3 نوفمبر، تم تعيين دايفد برمان - الرئيس السابق لـ RingCentral - رئيسًا لزوم لاتصالات الفيديو. انضم بيتر جاسنر - المؤسس والرئيس التنفيذي لشركة Veeva Systems - إلى مجلس إدارة شركة زوم في نفس اليوم. 
في فبراير 2016، فتحت زوم مكتبًا جديدًا في دنفر بولاية كولورادو. ووفقًا لـ Eric S. Yuan - الرئيس التنفيذي للشركة - فإن سبب هذا التوسع هو الاستفادة من «المشهد التكنولوجي المتنامي» في الولاية وموقعها المركزي في الولايات المتحدة. في وقت لاحق من نفس العام، قامت الشركة بإضافة Bask Iyer - VMware's CIO - كمستشار تجاري. 
في يناير 2017، دخلت شركة زوم رسميا نادي Unicorn واجتذبت 100 مليون دولار في تمويل الفئة د من Sequoia Capital بقيمة مليار دولار. اقترن هذا الإعلان بإصدار زوم 4.0. ووفقًا لما ذكره المدير التنفيذي اريك إس. يوان، فإن الشركة ستقوم بالاستثمار والاستثمار في الأجزاء التي تحتاج إلى تطوير، بدلاً من التخطيط لمشروع بهذه الصناديق، حيث أن زوم لديها حالة تدفقات نقدية إيجابية في الربع الأخير.
في 24 أبريل 2017، أعلن موفر خدمة الفيديو عن إطلاق أول منتج للخدمات الصحية عن بعد، مما يسمح للأطباء بزيارة مرضاهم من خلال الفيديو للاستشارة. يدمج هذا الحل، المسمى Zoom for Telehealth ، مع تطبيقات الرعاية الصحية الأخرى داخل البنية التحتية للمستشفى ويوفر «غرفة انتظار ظاهرية» للمرضى. كما يسمح لاتفاقيات شركاء الأعمال الموقعة للحفاظ على الامتثال HIPAA للمتبنين.
في مايو 2017، أعلنت زوم عن شراكة مع Polycom من خلال منتج جديد يسمى Zoom Connector for Polycom. زوِّدت أداة رابط زوم لـ Polycom اجتماعات الفيديو في زوم إلى أنظمة مؤتمرات Polycom ، مما يتيح ميزات مثل الاجتماعات متعددة الشاشة والجهاز، ومشاركة الشاشة عالية الدقة والشاشة اللاسلكية، وتكامل التقويم مع Outlook ، وتقويم Google ، و iCal.
في أغسطس 2017، نشر Marketwired بيانًا صحفيًا يعترف فيه بتمرير زوم لعدة معالم بارزة في نمو الشركة. تضمنت أبرز الفعاليات استضافة أكثر من 20 مليار دقيقة من الاجتماعات السنوية (من 6.9 مليار العام الماضي)، وفتح مكاتب في الخارج في سيدني والمملكة المتحدة، وزيادة إيراداتها السنوية بنسبة 150 ٪ وقاعدة العملاء بنسبة 100 ٪، والشراكة وتحسين التكامل مع Polycom و Crestron و Cisco ، وإدخال ميزات وتحسينات جديدة على النظام الأساسي الخاص به، بما في ذلك Zoom Scheduling Display و Zoom for Telehealth. بالإضافة إلى ذلك، تم تصنيف زوم في المرتبة 18 على قائمة Forbes Cloud 100 وحقق 4.8 / 5 في Gartner Peer Insights. 
في سبتمبر 2017، استضافت زوم "Zoomtopia 2017" وهو أول مؤتمر سنوي للمستخدمين في زوم. أعلنت شركة زوم عن سلسلة من المنتجات والشراكات الجديدة، بما في ذلك شراكة زوم مع Meta لدمج زوم مع الواقع المعزز والتكامل مع Slack و Workplace by Facebook والخطوات الأولى نحو تحويل الكلام إلى نص اصطناعي.
في أكتوبر 2017، أعلن زوم أن جوناثان تشادويك قد انضم إلى مجلس إدارة زوم كرئيس للجنة التدقيق للإشراف على التقارير المالية والإفصاح.
في 8 نوفمبر 2017، أعلنت زوم أن كيلي ستيكيلبيرج، المدير التنفيذي السابق في Zoosk والمدير المالي في قسم ويب اكس من Cisco ، قد انضم إلى زوم بصفته المدير المالي الجديد (CFO).

### المقر
بالإضافة إلى مقر شركة زوم في سان خوسيه بكاليفورنيا، لديها مكاتب في سانتا باربرا بكاليفورنيا، دنفر بكولورادو، أوفرلاند بارك، كيه إس، لندن بالمملكة المتحدة، وسيدني، بأستراليا.

## المنتجات
يهدف Zoom إلى تعادل البرامج والدعم عبر ثلاثة أنظمة كمبيوتر شخصي (ويندوز وماك ولينكس). تتناقض مدونة الشركة مع هذا الأمر مع المنافسين (غير المعلنين) الذين تقدم (فقط) خدمة مخفضة على منصة لينكس. تتوفر إضافات المتصفح كبديل لتثبيت البرنامج، وتتوفر تطبيقات مستخدمي الجوال لأجهزة أندرويد وأي أوس وبلاك بيري. لذلك، يمكن للندوة الترحيب بالمشاركين من جميع منصات تكنولوجيا المعلومات الخمسة، التي انضمت إلى الصوت من قبل المشاركين الذين يتصلون من الهواتف العادية.
تتضمن منتجات Zoom الحالية ما يلي:
- Zoom Meetings — فيديو تعاوني قائم على السحابة وعقد المؤتمرات على شبكة الإنترنت المنتج[24]
- H.323/SIP Connector - يسمح للمستخدمين بتوصيل أنظمة الغرف الخاصة بهم H.323 / SIP بالسحابة للتواصل مع أجهزة سطح المكتب والأجهزة اللوحية والهواتف المحمولة التي تقوم بتشغيل برنامج Zoom.[25]
- Zoom Meeting Connector — امتداد للبنية الأساسية في السحاب يتيح إمكانية مشاركة الفيديو والصوت ومشاركة المحتوى على السحابة الخاصة في موقع العميل.
- Zoom Rooms — واجهة حضور عن بعد منخفضة التكلفة تعمل على منتجات آبل مثل Mac Mini وآي باد. اعتبارًا من مارس 2016، دمجت Zoom Rooms القدرة على العمل على أجهزة الكمبيوتر الشخصي، والتوافق مع شاشة اللمس، ودعم عمليات إعداد الشاشة ثلاثية الأبعاد.[26]
- Zoom Video Webinar — إصدار من مؤتمرات فيديو Zoom التي تسمح لعدد يصل إلى 100 شخص بالمشاركة بنشاط في ندوة عبر الإنترنت مع جمهور يصل إلى 10,000 مشارك سلبي.
- Zoom for Telehealth — منتج مؤتمرات فيديو مخصص بشكل خاص لمقدمي الرعاية الصحية للتوافق مع HIPAA ، مما يوفر للأطباء إمكانية الوصول الافتراضية إلى مرضاهم والمتخصصين، والتكامل مع التطبيقات الخاصة بالرعاية الصحية.

في البداية، زوّد Zoom إمكانية استضافة مؤتمرات تضم ما يصل إلى 15 مشاركًا في الفيديو. في 25 كانون الثاني 2013، تم تحسين المنتج للسماح بما يصل إلى 25 مشاركًا في الفيديو لجميع الاجتماعات. كما قام الإصدار 2.5 من البرنامج بتمديد العرض الذي يسمح بما يصل إلى 100 مشارك فيديو في مؤتمر واحد. ومنذ ذلك الحين، وسّعت الشركة عرضها ليشمل اجتماعات مع ما يصل إلى 500 مشارك في الفيديو. يعتمد زوم على التشفير من جانب العميل باستخدام خوارزمية التشفير المتقدم 256 بت (AES 256) لمحتوى العرض التقديمي. اعتبارًا من أكتوبر 2015، تم زيادة الحد الأدنى من 25 مشاركًا في اجتماعات الفيديو إلى 100. وفي الفترة ما بين 2015 ومنتصف 2016، أعلنت Zoom Video Communications عن دعم محلي لـ سكايب فور بزنس والتكامل مع سلاك.

## سياسة الخصوصية
خدمات Zoom لا تسجل المحتوى المرئي أو الصوتي للاجتماعات ما لم يطلب العميل تسجيلًا سحابيًا خلال الاجتماع. ومع ذلك، يقوم زوم بتخزين بيانات التعريف المختلفة المتعلقة بكل اجتماع مثل عناوين الاجتماعات والمدة والمرئيات ووقت التواجد للمشاركين والرسائل المكتوبة بالإضافة إلى الملفات المشتركة. لا تتم مشاركة البيانات المجمّعة تجاريًا بدون إذن صريح، ولكنها تشارك «ضمن شبكة زوم والشركات التابعة لها ومع مزودي خدمات جهات خارجية لأغراض معالجة البيانات أو تخزينها».